# 世界知识产权组织版权条约
世界知识产权组织版权条约（英語：WIPO Copyright Treaty - WCT），是1996年世界知识产权组织制订的条约，涉及数字环境中对作品和作品作者的保护。条约订于瑞士日内瓦，于2002年3月6日生效，保存人是世界知识产权组织总干事。

## 背景
各缔约国出于以尽可能有效和一致的方式发展和维护作者对其文学和艺术作品之权利的愿望；承认有必要采用新规则并解释现有规则以提供解约由新形势所提出的问题的适当办法；强调版权保护作为文学和艺术创作促进因素的重要意义，制定本条约。

## 内容
条约提及了受版权保护的两个客体：计算机程序和数据库，规定计算机程序适用于伯尔尼公约第二条意义下的文学作品保护；规定数据库本身收到保护，但保护不延及数据资料本身。
条约还对发行权、出租权、向公众传播的权利作了规定。条约还设立了缔约方大会和国际局。